# Al-Chamiyeh
Al-Chamiyeh (arabe : الشامية) est un gros village du nord-ouest de la Syrie, dépendant administrativement du district de Lattaquié (dans le gouvernorat du même nom). Il est situé au nord de Lattaquié, près de Bourj Islam au nord, de Bourj al-Qasab et de Kirsana au sud. Selon le recensement de 2004, al-Chamiyeh comptait alors une population de 2 982 habitants, majoritairement alaouites.